# Cserháthaláp
Cserháthaláp è un comune dell'Ungheria di 411 abitanti (dati 2001). È situato nella contea di Nógrád.